# Neligh (Nebraska)
Neligh je grad u američkoj saveznoj državi Nebraska. Prema popisu stanovništva iz 2010. u njemu je živjelo 1,599 stanovnika.